# Терёшин, Андрей Владимирович

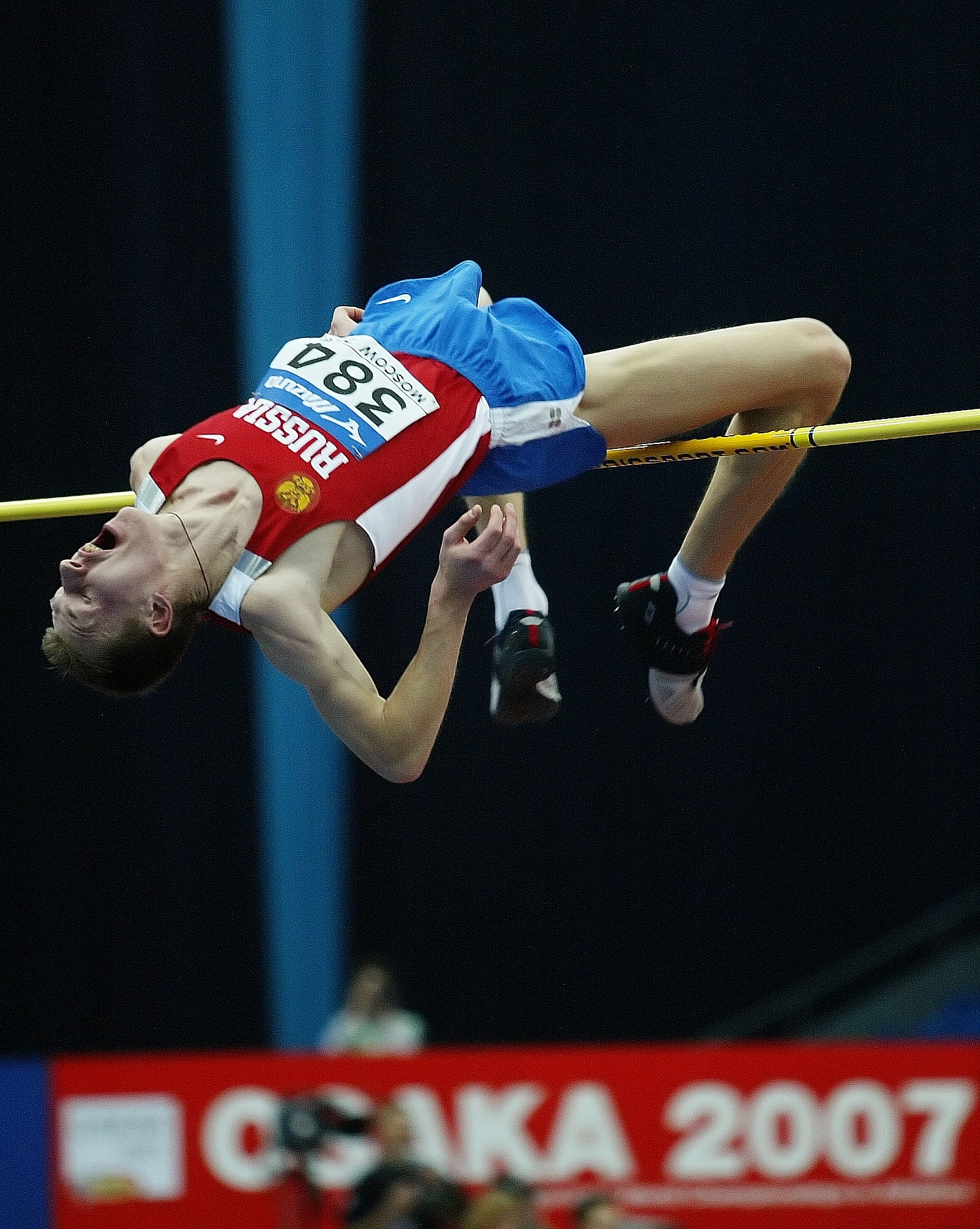
На высоте

Андрей Владимирович Терёшин (род. 15 декабря 1982, Кинешма, Ивановская область) — российский прыгун в высоту, чемпион и призёр чемпионатов России и престижных международных турниров, победитель Всемирных военных игр, призёр Кубка Европы, призёр чемпионата мира, мастер спорта России международного класса. Тренировался под руководством А. С. Белова. Представлял Вооружённые силы (Москва, Иваново). В 2003 году на чемпионате Европы среди молодёжи стал серебряным призёром с результатом 227 см. Имеет высшее образование.
На чемпионате России в помещении в 2006 году единственный раз в своей карьере стал чемпионом страны, попутно установив национальный рекорд — 236 см.

## Выступления на чемпионатах страны
- Чемпионат России по лёгкой атлетике в помещении 2004 года —  (228 см);
- Чемпионат России по лёгкой атлетике 2005 года —  (232 см);
- Чемпионат России по лёгкой атлетике в помещении 2005 года —  (231 см);
- Чемпионат России по лёгкой атлетике 2006 года —  (228 см);
- Чемпионат России по лёгкой атлетике в помещении 2006 года —  (236 см);
- Чемпионат России по лёгкой атлетике в помещении 2007 года —  (225 см);
- Чемпионат России по лёгкой атлетике 2008 года —  (230 см);
- Чемпионат России по лёгкой атлетике в помещении 2008 года —  (236 см);
- Чемпионат России по лёгкой атлетике 2009 года —  (233 см);
- Чемпионат России по лёгкой атлетике в помещении 2010 года —  (228 см);